# Стенников, Михаил Глебович
Михаил Глебович Стенников (род. 3 марта 1958, Скатова, Курганская область) — советский самбист, призёр чемпионатов СССР и Европы, мастер спорта СССР международного класса, Заслуженный тренер России по самбо. Выступал в полулёгкой весовой категории (до 57 кг). Тренер по самбо ГАУ «Центр спортивной подготовки Курганской области» и ГБУ «Спортивная школа олимпийского резерва № 1».

## Биография
Михаил Глебович Стенников родился 3 марта 1958 года в деревне Скатова (Сладкий Лог) Речкинского сельсовета Белозерского района Курганской области, ныне входит в Белозерский муниципальный округ той же области.
В 1972 году начал тренироваться у Виктора Федотовича Евтодеева.
Судья международной категории. 
Имеет высшее педагогическое образование, в 1985 году окончил Курганский государственный педагогический институт. 
Тренерская деятельность берёт начало с 1985 года, в Курганском областном совете ВФСО «Динамо». 
Михаилом Стенниковым было подготовлено и 5 мастеров порта международного класса, более 30 мастеров спорта.
С 2007 года вместе с родным братом Валерием проводит в Кургане ежегодный традиционный Всероссийский юношеский турнир. 
В 2011 году стал победителем областного конкурса «Спортивная элита Зауралья» в номинации «Лучший тренер года в неолимпийских видах спорта».
Тренер по самбо ГАУ «Центр спортивной подготовки Курганской области».  
Тренер по самбо ГБУ «Спортивная школа олимпийского резерва № 1». 

## Выступления на международных соревнованиях
- Кубок мира по самбо 1983 — ;
- Чемпионат Европы по самбо 1984, Бильбао, Испания — ;
- Чемпионат мира по самбо среди ветеранов 1993, США —

## Выступления на чемпионатах и кубках страны
- Кубок СССР по самбо 1980 года — [4];
- Кубок СССР по самбо 1982 года — ;
- Чемпионат СССР по самбо 1982 года — ;
- Самбо на летней Спартакиаде народов СССР 1983 года — ;

## Награды и звания
- Почётный знак «За заслуги в развитии физической культуры и спорта», 2003 год
- Мастер спорта СССР международного класса по самбо
- Заслуженный тренер России по самбо

## Семья
Брат-близнец Валерий Глебович Стенников, заслуженный тренер России по самбо.

## Известные воспитанники
- Горбаль Александр,
- Задорин Сергей,
- Лукашук Илья
- Михальченко Роман,
- Суханов Денис,
- Шабуров, Александр Владимирович.